# Robert Hahn
Robert Hahn, född 1954, är en svensk läkare, forskningschef vid Södertälje sjukhus samt under perioden 2009 till 2016 adjungerad professor i anestesiologi och intensivvård vid Linköpings universitet. Åren 1985-92 var Hahn medicinsk skribent för A-pressens tidningsbyrå, åren 1987-94 arbetade han för veckotidningen Året Runt. Mellan 1998 och 2007 författade Robert Hahn fyra andliga böcker tillsammans med hustrun Marie-Louise. Han är son till Gunnar Hahn.

## Vetenskaplig karriär
Robert Hahn blev läkare vid Karolinska Institutet 1980, legitimerades i Uppsala 1982 och specialist i anestesi och intensivvård 1986. Hahn disputerade 1987 vid Karolinska Institutet på en avhandling om vätskebalans vid prostatakirurgi, och blev docent 1990. Han var lektor 1993-1997 samt professor vid Karolinska Institutet 1997-2006, vilket innefattade ett flertal administrativa fakultetsuppdrag, bland annat som vice ordförande (prodekanus) i Forskarutbildningsnämnden 1997-1998, biträdande prefekt 1997-2002 samt studierektor för forskarutbildningen på Södersjukhuset 1998-2005. 
Robert Hahn är en internationellt erkänd forskare inom kirurgisk vätskebalans samt säkerhetsaspekter på prostatakiurgi. Han har utvecklat idén att beräkna infusionsvätskors omsättning med hjälp av modifierad farmakokinetik (volymkinetik) samt att tillsätta etanol till urologiska spolvätskor för att snabbt kunna detektera spolvätskeabsorption redan på operationsbordet. 
År 2007 och 2011 kallades Hahn av Uppsala universitet till uppdrag som kvalitetsgranskare av den medicinska forskningen vid Akademiska sjukhuset (KOF07 och KOF11). Hahn är sedan 2012 engagerad i ledningen för den europeiska anestesiläkarföreningen ESA, både som svensk representant i dess Council och  i dess forskningskommitté. Han har författat cirka 300 vetenskapliga artiklar i internationella tidskrifter.

## Debatt om homeopati
Hahn har intresserat sig för homeopatiska metoder, och publicerade 2013 en artikel om detta i tidskriften Complementary Medicine Research. Kortfattat menar Hahn att många av de studier som visar att homeopatiska metoder saknar effekt har olika brister, och att om man korrigerar för detta så skulle man kunna finna evidens.

### Facklitteratur
- "Perioperative Fluid Therapy" är en medicinsk fackbok (550 sidor) som editerats av Hahn-Prough-Svensén och utgivits 2006 av Informa Healthcare, New York.
- "Clinical Fluid Therapy in the Perioperative Setting" är med medicinsk fackbok (270 sidor) som editerats av Robert Hahn och utgivits 2011 av Cambridge University Press.

### Livsåskådning
- 1997 - Hahn, Marie-Louise; Hahn Robert. Klara svar från andevärlden: ett dokument över andliga upplysningar (1. uppl.). Orsa: Energica. Libris 7761964. ISBN 91-87056-60-7
- 2000 - Hahn, Marie-Louise; Hahn Robert. Själars samband: andevärldens väg till själslig befrielse. Orsa: Energica. Libris 7761971. ISBN 91-87056-67-4
- 2004 - Hahn, Marie-Louise; Hahn Robert. Den rena källan. Orsa: Energica. Libris 9473118. ISBN 91-85127-09-4
- 2007 - Hahn, Marie-Louise; Hahn Robert. Gudomlig väg: visdom som leder hem (1. uppl.). Orsa: Energica. Libris 10469526. ISBN 9789185127382